# Coronophoraceae
Coronophoraceae es una familia de hongos en el orden Coronophorales. La familia fue descrita por el micólogo austríaco Franz Xaver Rudolf von Höhnel en 1907.